# Manon Kruse
Manon Kruse (* 22. August 1980 in Hamm) ist eine deutsche Tennisspielerin.

## Privates
Manon Kruse ist das jüngste Kind von Hans Joachim und Monika Kruse. Sie hat zwei ältere Geschwister, Nina Roth und Henner Kruse. Gemeinsam mit ihrer Schwester erzielte sie einige Erfolge im Doppel.
Sie ist Anhängerin von Borussia Dortmund und spielte einige Jahre selbst Fußball bei der FVgg Kickers Aschaffenburg in der Bezirksoberliga Unterfranken.

## Karriere
Kruse begann mit fünf Jahren im Ruderclub Hamm das Tennisspielen. Sie ist Rechtshänderin und spielt eine beidhändige Rückhand. Nach ihrem Abitur am Gymnasium Hammonense im Jahr 2000 ging sie in die USA. Dort spielte sie vier Jahre lang für die Blue Raiders an der Middle Tennessee State University in der Division 1. Sie wurde 2019 in die Hall of Fame der Universität aufgenommen. Sie hat einen MBA in Marketing & International Studies, Business, Management und Marketing. Zurück in Deutschland spielte sie weiter für ihren Heimatverein in der 2. Tennis-Bundesliga Damen. 2005 zog es sie beruflich nach Babenhausen, wo sie seitdem für die Firma Continental arbeitet. Ihrem Heimatverein blieb sie treu, bis sie 2012 wegen zu weniger Spielerinnen den Verein verlassen musste und sich dem TC Union Münster anschloss. Seit 2023 spielt sie wieder in der 2. Bundesliga. Kruse ist Mitglied des IC Tennis Deutschland und begann im Jahr 2016 auf der ITF Masters Tour zu spielen. Hier schaffte sie als erste Spielerin überhaupt, im Jahr 2022 das Quadrupel, d. h. den Gewinn von vier Weltmeistertitel in einem Jahr. Sie gewann im Team der Damen 40+, im Einzel bei den Damen 40+, im Doppel an der Seite von Steffi Bachofer bei den Damen 35+ und an der Seite von Franz Stauder im Mixed 40+. Im Jahr 2023 wiederholte sie den Erfolg und verteidigte alle vier Titel, im Mixed an der Seite von Marc Leimbach und im Damen-Doppel an der Seite von Steffi Bachofer. Insgesamt sammelte Kruse 19 Weltmeistertitel und 26 Deutsche Meistertitel bei den Jungseniorinnen und Seniorinnen. Kruse führt die Weltrangliste der ITF Masters der Damen 40+ an, genauso wie die Deutsche Rangliste der Damen 40+.

## Erfolge

### Nationale Erfolge
| Deutsche Meisterschaften | Einzel                       | Doppel (Partnerin)                                   | Mixed (Partner)      |
| ------------------------ | ---------------------------- | ---------------------------------------------------- | -------------------- |
| Damen 30+                | 2012                         | 2011 2017 2018 (Luciana Renic) 2019 (Katharina Rath) | /                    |
| Damen 35+                | 2015, 2017, 2018, 2019, 2020 |                                                      | /                    |
| Damen 40+                | 2023                         | /                                                    | 2023 (Franz Stauder) |

| Deutsche Meisterschaften | Einzel           | Doppel (Partnerin)                | Mixed (Partner)                                                     |
| ------------------------ | ---------------- | --------------------------------- | ------------------------------------------------------------------- |
| Damen 30+                | 2012, 2013, 2019 | 2012 (Corina Scholten)            | 2011 (Andreas Thivessen), 2012 (Mark Joachim), 2019 (Franz Stauder) |
| Damen 35+                | 2016             | 2016                              | 2016                                                                |
| Damen 40+                | 2022, 2024       | 2022 (Nina Roth, siehe Schwester) | 2020, 2024 (Marc Leimbach)                                          |

### Internationale Erfolge
| Weltmeisterschaften | Einzel           | Doppel (Partnerin)                                             | Mixed (Partner)                                  | Team             |
| ------------------- | ---------------- | -------------------------------------------------------------- | ------------------------------------------------ | ---------------- |
| Damen 35+           | 2018             | 2017 (Gitte Moeller), 2019, 2021, 2022, 2023 (Steffi Bachofer) | 2018 (Marc Leimbach)                             | 2018, 2019       |
| Damen 40+           | 2022, 2023, 2024 | 2024, 2025 (Silvia Chuda)                                      | 2022 (Franz Stauder), 2023, 2024 (Marc Leimbach) | 2021, 2022, 2023 |
| Damen 45+           | 2025             |                                                                |                                                  | 2025             |